# Ronny Asabina
Ronny Astrado Asabina (10 november 1968) is een Surinaams politicus. Van 2010 tot 2015 en opnieuw sinds 2020 zit hij voor de Broederschap en Eenheid in de Politiek (BEP) in De Nationale Assemblée (DNA). In 2018 werd hij gekozen tot partijvoorzitter.

## Biografie

### Jeugd
Asabina is het derde kind uit een gezin met drie jongens en twee meisjes. Hij werd niet door zijn biologische maar door zijn stiefvader grootgebracht, iets wat hij de eerste jaren van zijn leven niet doorhad. Hij bleef tot de zesde klas van de lagere school in Maréchalkreek in Brokopondo wonen en verhuisde daarna met het gezin naar Ramgoelam in Paramaribo. Hij dankt het aan de strakke opvoeding van zijn moeder en twee jaar oudere zus dat hij in deze kansarme wijk niet ontspoorde, wat wel met veel van zijn leeftijdsgenoten gebeurde. Vanwege zijn onderwijsachterstand en matige beheersing van het Nederlands was hij op de lagere school stil en verlegen. Doordat zijn stiefvader  langdurig ziek was, moest het gezin met weinig geld rondkomen.

### Opleiding en loopbaan
Tijdens zijn opleiding aan de imeao had hij bijbaantjes waarmee hij bijdroeg aan zijn schoolgeld en het huishoudgeld. In deze tijd maakte hij bussen schoon en werkte hij op een particuliere busdienst als tawaman – een soort conducteur. Tijdens de vakanties werkte hij op de oliepalmfabriek van Victoria. Hier werd hij na de imeao vast aangenomen. Onder invloed van zijn oudere zus vervolgde hij daarna een studie bedrijfseconomie aan de Anton de Kom Universiteit van Suriname, waardoor hij veel sociale momenten met zijn leeftijdsgenoten aan zich voorbij moest laten gaan.
Via de studentenvereniging Boston Bendt – die toen geleid werd door Martin Misiedjan – raakte hij bekend met allerlei projecten in het binnenland. In 1993 begon hij als administratieve kracht bij Fernandes Bottling in Paramaribo en vervolgens werkte hij van 1998 tot 2005 parttime als leidinggevende bij Odany Jewa. Daarnaast begon hij in 1995 bij de Belastingdienst. Hier klom hij op van controlemedewerker tot afdelingshoofd.

### Politieke carrière
In zijn studententijd stemde hij op de Surinaamse Partij van de Arbeid (SPA) vanwege de dynamische en ideologische aantrekkingskracht van de partijleider, Fred Derby. Hierna stemde hij op de NDP van Desi Bouterse. Wat hem aantrok was de gedachte van zelfredzaamheid zonder dat Suriname de handen ophoudt voor het buitenland, en doorslaggevend was het multi-etnische van de NDP. Vanaf 2005 ging zijn interesse naar de A-Combinatie als deelnemer in de alliantie van Nieuw Front.
Na de verkiezingen van 2005 kwam hij in contact met een aantal BEP-prominenten toen partijleider Caprino Alendy het gesprek aanknoopte met een groep intellectuelen. Het verzoek om lid te worden sloeg hij echter af omdat hem het etnische karakter van de partij niet aansprak en hij dit niet zou kunnen uitleggen aan zijn multi-etnische vriendenkring. De druk op hem werd hierna verhoogd en vervolgens werd hij tegen zijn zin gekozen in het bestuur van Brokopondo. Hier bedankt hij voor, al zegde hij toe om een vergadering bij te wonen. Hier viel hem de tweedracht op tussen aanhangers van Alendy en Linus Diko. Hij maakte dit kenbaar tijdens de vergadering en besefte dat hij een bijdrage kon leveren aan de partij. Hij besloot het bestuurslidmaatschap alsnog te accepteren en er volgde een intensieve periode waarin hij werkte aan de institutionele versterking van de partij.

#### Assembléelid

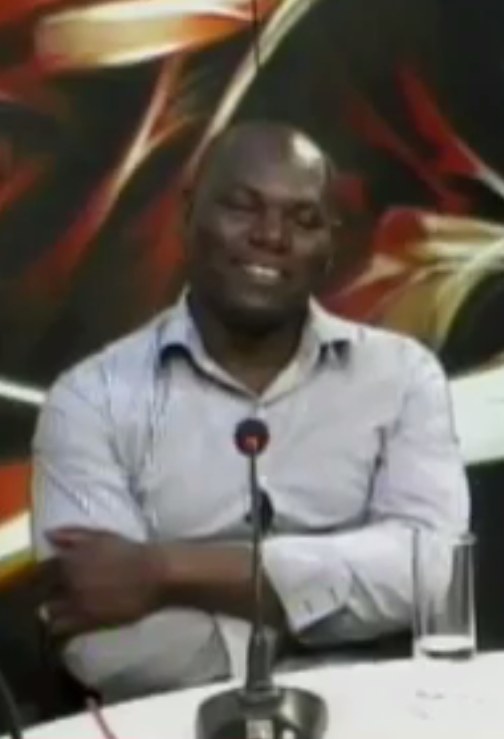
Asabina bij KAAK (Pierkhan), 2014

Vervolgens kreeg zijn betrokkenheid bij de partij een politiek vervolg, toen hij als lijsttrekker van Brokopondo kandideerde tijdens de parlementsverkiezingen van 2010 en daarna DNA-lid werd en leider van de BEP-fractie. In deze periode regeerde de BEP als onderdeel van de A-Combinatie mee in het eerste kabinet-Bouterse.
In 2011 liet hij in DNA weten tegenstander te zijn van de opvoeding van adoptiekinderen door homoparen. Hieraan voegde hij toe dat hij niet een situatie zoals in Nederland wilde, "waar het helemaal is ingeburgerd waar je homoseksualiteit niet meer kan uitroeien, dan alleen maar [kan] ordenen." Ook raakte hij hierna nog in discussies op Facebook verzeild, waarin hij homoseksualiteit "totaal" afkeurde en een ziekte noemde die tegen alle geloofsovertuigingen in zou gaan. Zijn opmerkingen deden veel stof opwaaien in binnen- en buitenland en Harish Monorath (NS) veroordeelde zijn woorden als een schending van mensenrechten. Volgens Assabina zouden zijn woorden "fundamenteel uit hun context gehaald" zijn. Ook zou hij niet bedoeld hebben dat homoseksualiteit met wortel en tak uitgeroeid zou moeten worden.
In 2012 wilde BEP geen goedkeuring geven aan de aanpassing van de Amnestiewet die onder meer de bedoeling had om Bouterse te laten ontkomen aan strafvervolging voor zijn rol in de Decembermoorden van 1982. De wet werd desondanks aangenomen en BEP werd tijdens een reshuffle door Bouterse uit het kabinet verwijderd, waardoor zijn partij niet langer een coalitiepartner was.

#### Vervolg in het hoofdbestuur
Tijdens de verkiezingen van 2015 stelde hij zich opnieuw verkiesbaar, maar hij kwam niet terug in de Assemblée. Wel verkreeg hij enkele maanden later een zetel in de Staatsraad. Ook bleef hij aan in het hoofdbestuur van BEP.
In 2018 bracht oud-partijvoorzitter Caprino Alendy naar buiten niet te spreken te zijn over Celsius Waterberg als partijvoorzitter. Hij wilde zich eerst zelf verkiesbaar stellen, maar steunde Asabina nadat hij hoorde dat die tijdens de interne verkiezingen van 3 februari zou kandideren. Asabina won van Waterberg met 124 tegen 71 stemmen. Waterberg vertrok hierna en richtte later de SDU op.

#### Opnieuw assembleelid sinds 2020
Tijdens de verkiezingen van 2020 was hij kandidaat voor de BEP in Brokopondo en maakte hij zijn rentree in DNA. Tijdens de verkiezingen van 2025 was hij lijsttrekker van BEP en werd hij herkozen voor een nieuwe termijn.